# 420 (cannabis)
Pour l’article homonyme, voir 420 (homonymie).
420, 4:20 ou 4/20 (prononcé four-twenty en anglais) est une expression utilisée en Amérique du Nord comme une référence à la consommation de cannabis et, par extension, une manière de s'identifier à la contre-culture entourant le cannabis. Le 4/20 désigne aussi le moment de la journée où il est 4 h 20 (4:20 pm), moment propice, selon l'expression, pour fumer un joint. Le 4/20 est aussi l'appellation des divers rassemblements spontanés qui ont lieu à plusieurs endroits dans le monde à 4 h 20 le 20 avril (à 4 h 20 le 20 du 4e mois) et où les participants militent pour la remise en cause de la législation sur le cannabis afin de promouvoir la recherche et le développement le concernant.

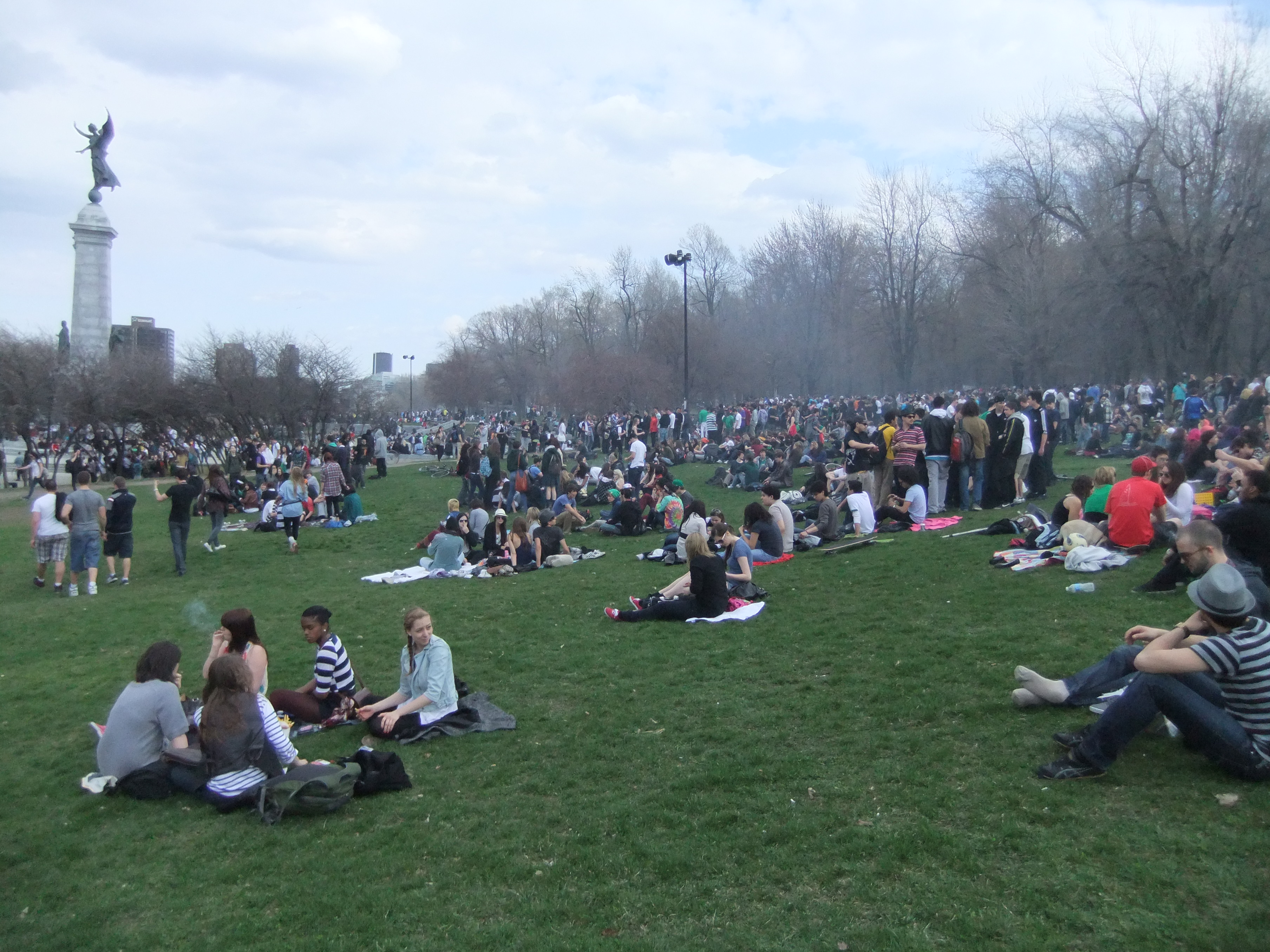
Rassemblement du 4/20 2009 à Montréal, au Québec (Canada).

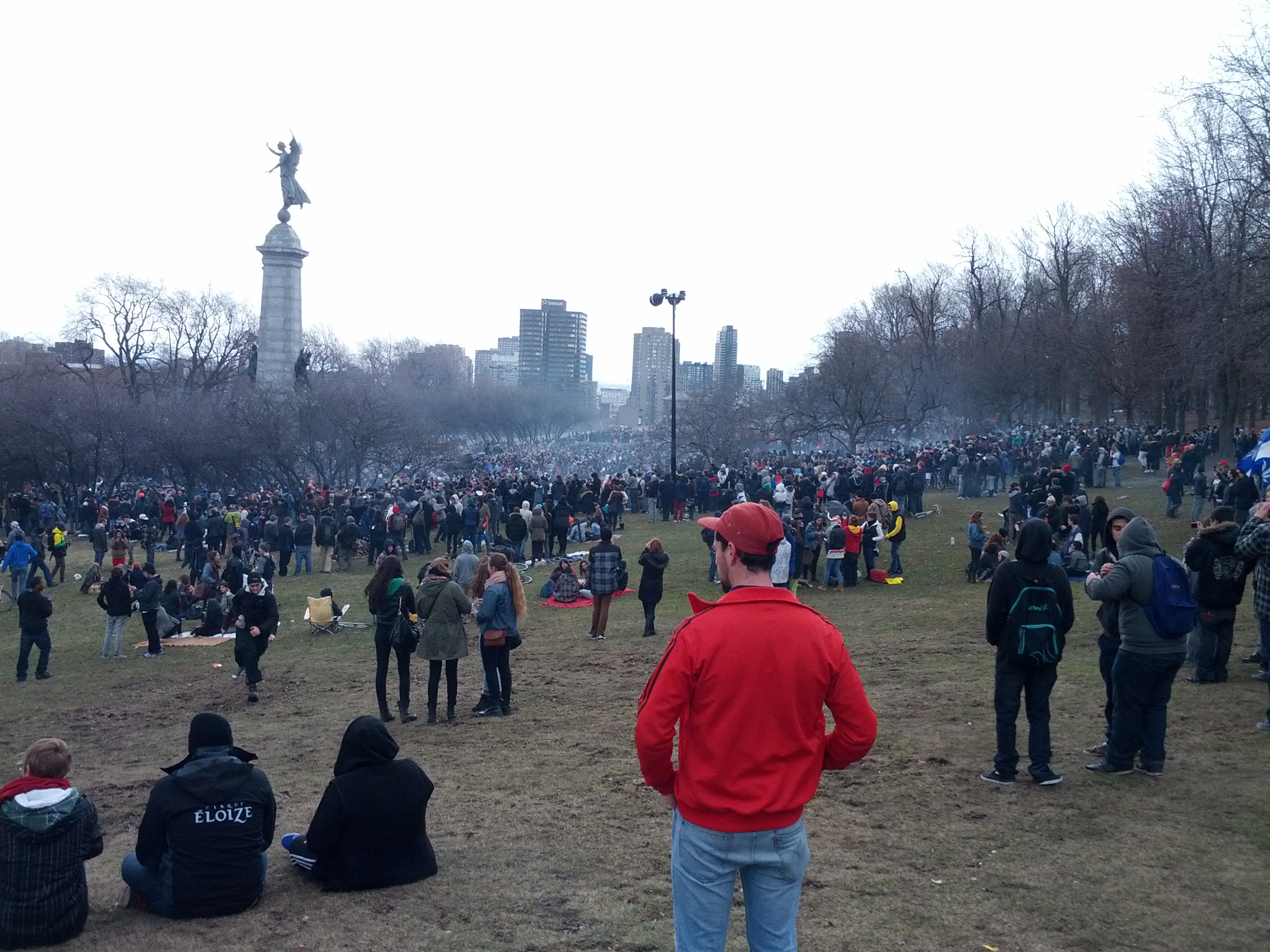
Rassemblement du 4/20 2013 à Montréal, au Québec (Canada).

## Origines
Plusieurs thèses tentent d’expliquer l’expression. La plus répandue affirme qu’en 1971, à San Rafael en Californie,,, un groupe d'adolescents se réunissait à quatre heures vingt pour fumer ensemble après la fin des cours sous la statue de Louis Pasteur à l’école secondaire San Rafael (en). Comme ils s’adossaient à un mur, on les appelait également les « Waldos ». Ce terme devint leur salut de groupe : « 420 Louis! ». L’expression fut par la suite répandue par des consommateurs de cannabis fans du groupe Grateful Dead originaires de San Francisco, le grand frère d’un des Waldos étant un ami de Phil Lesh.
Beaucoup d’Américains continuent à fumer ensemble à 16 h 20[réf. souhaitée]. Par extension, la date du 20 avril (écrite « 4/20 » aux États-Unis) est devenue un jour symbolique de la contre-culture,,. À certains endroits, la fête coïncide avec le Jour de la Terre,,.
Une autre explication viendrait d’un des récits d’H. P. Lovecraft (Dans les murs d'Eryx) publié en 1936 dans le magazine Weird Tales. Lovecraft y décrit une « plante mirage » dont la description rappelle le cannabis et ses effets, qui prennent fin à précisément 4 h 20.

## Campagne du 420
La « campagne du 420 » incite les gens à s'impliquer dans le processus politique et le mouvement de réforme de la politique anti-cannabis. Plus particulièrement, elle appelle à instituer « le 20 avril de chaque année comme journée centrale pour y concentrer la pression sur le Congrès des États-Unis pour légaliser la marijuana. » Des groupes universitaires telle la National Organization for the Reform of Marijuana Laws (NORML), la Safer Alternative for Enjoyable Recreation (SAFER) et la Students for Sensible Drug Policy (SSDP) ont commencé à utiliser le 20 avril (4/20) pour sensibiliser les campus et militer pour une réforme de la politique envers la marijuana,.

## Culture populaire
- De nombreux hôtels n'ont pas de chambre portant le numéro 420, ou alors sous la forme 419+1, pour éviter qu'elle soit prise d'assaut par les fumeurs de cannabis[15],[16].
- Des expressions comme « 420 friendly » se trouvent parfois dans des annonces de recherche de colocataire pour signaler la tolérance de l'annonceur[réf. nécessaire].
- Dans le film Reefer Madness de Louis J. Gasnier (1936), on peut apercevoir deux images subliminales se succédant dans lesquelles on lit « 4 » (« four ») puis « 20 » (« twenty ») à 20 min 26 s. (En 2004, la 20th Century Fox, en collaboration avec Legend Films, a sorti une version colorisée du film sur DVD. La date de sortie originale du film fut le 20 avril 2004, en référence au jargon en lien à « 420 ». Durant le film, le chiffre « 4 » suivit du « 20 » apparaît très brièvement (un peu comme un message subliminal, en blague et/ou en référence). Cet effet a été ajouté par Legend Films et ne fait pas partie du film original.)
- La bande dessinée américaine 420 de Verne Andru met en scène le super-héros alternatif Captain Cannabis[17].
- L’album 4:21... The Day After de 2006 du rappeur Method Man tient son nom du fait que le 20 avril est le jour où on fume de l’herbe et donc le 21, d’après le rappeur, est le jour où l’on voit clair de nouveau[18].
- Dans la série Weeds de Jenji Kohand, on peut voir dans le générique de l'épisode 13, saison 6, le départ d'un avion à 4 h 20[réf. nécessaire].
- Dans le film Nos pires voisins (Neighbors), la combinaison pour ouvrir la porte est « 420 »[réf. souhaitée].
- Contrairement à une légende urbaine répandue, ce ne sont que les horloges dans le magasin de prêteur sur gage qui affichent 4 h 20 dans le film Pulp Fiction de Quentin Tarantino (1994) et non pas toutes les horloges[19],[20].
- Dans le film Harold et Kumar s'évadent de Guantanamo, les protagonistes doivent prendre le vol 420 pour se rendre à Amsterdam.
- Dans la série How I Met Your Mother, l’horloge dans l’appartement de Ted et Marshall indique toujours 4 h 20[21].
- On relève également une référence dans le film Lost in Translation de Sofia Coppola dans lequel le réveil de Bill Murray affiche « 4:20 ».
- Dans la série Titans, le mot de passe utilisé par Jason Todd (Robin) est 42069, représentant ainsi le cannabis et le sexe.
- Dans la série The Gentlemen sur Netflix, on peut apercevoir le numéro 420 dans le sous-sol du domaine des Horniman servant à la culture de cannabis[réf. souhaitée].